# Sture Baude
Magnus Gustav Sture Baude, född 5 februari 1890 i Malmö, död 19 juli 1946 i Göteborg, var en svensk skådespelare.

## Biografi
Efter studentexamen och teaterstudier för Konstantin Axelsson var Baude 1911–1912, 1913 och 1914–1915 anställd vid Oscar Winges teatersällskap och 1915–1916 vid August Falcks "Strindbergsturné". 1916–1917 arbetade han vid Lorensbergsteatern, 1917–1922 vid Albert Ranfts teatrar, 1924–1928 och 1929–1930 vid Ernst Eklunds teatrar, 1934–1936 vid Blancheteatern och 1935–1936 vid Vasateatern som det året drevs av Harry Roeck-Hansen och Per Lindberg. 1933–1934 vid Dramaten och från 1936 vid Göteborgs Stadsteater.
Bland hans många roller märks Shylock i Köpmannen i Venedig, Malvolio i Trettondagsafton, Polonius i Hamlet, Jussuf i Vävaren i Bagdad, Jonatan Peachum i Tolvskillingsoperan, Metternich i Örnungen och Stånge i Rid i natt. Baude fick Gösta Ekman-stipendiet 1945.
Han var gift första gången med skådespelaren Anna-Lisa Baude 1916–1920  och därefter 1920 med skådespelaren Elsa Christiernsson.
Sture Baude är begravd på Täby kyrkogård.

## Filmografi
- 1916 – Fången på Karlstens fästning
- 1917 – Ett konstnärsöde
- 1917 – I mörkrets bojor
- 1917 – Löjtnant Galenpanna
- 1917 – Revelj
- 1917 – Mysteriet natten till den 25:e
- 1918 – Fyrvaktarens dotter
- 1918 – Nattliga toner
- 1918 – Nobelpristagaren
- 1918 – Storstadsfaror
- 1918 – I mörkrets bojor
- 1919 – Hans nåds testamente
- 1919 – Löjtnant Galenpannas sista växel
- 1920 – Carolina Rediviva
- 1925 – Flygande holländaren
- 1925 – Två konungar
- 1926 – Hon, Han och Andersson
- 1927 – En perfekt gentleman
- 1931 – Markurells i Wadköping
- 1935 – Kanske en gentleman
- 1935 – Ungkarlspappan
- 1936 – Kvartetten som sprängdes
- 1940 – Stål
- 1943 – Hon trodde det var han
- 1944 – Vi behöver varann

## Teater

### Roller (ej komplett)
| År   | Roll                     | Produktion                                                         | Regi                    | Teater         |
| ---- | ------------------------ | ------------------------------------------------------------------ | ----------------------- | -------------- |
| 1919 |                          | Vi spekulera alla Jens Locher                                      | Nils Johannisson        | Vasateatern    |
| 1919 | Baron Trabányi           | Hertiginnans halsband Wolfgang Polaczek och Hugo Schönbrunn        | Knut Nyblom             | Vasateatern    |
| 1920 |                          | Rena rama sanningen James Montgomery                               | Knut Nyblom             | Vasateatern    |
| 1920 | Lars Grön, målare        | Ska vi - eller inte? Jens Locher                                   | Knut Nyblom             | Vasateatern    |
| 1920 |                          | Hotellråttan Marcel Gerbidon och Paul Armont                       |                         | Vasateatern    |
| 1920 |                          | Kärlekens fars Helge Krog och Olaf Bull                            |                         | Vasateatern    |
| 1921 | Bienassis                | Borgmästarinnan (La presidente) Maurice Hennequin och Pierre Veber | Albert Ranft            | Vasateatern    |
| 1921 | August                   | Hon gav dig ögon Maurice Hennequin och Pierre Veber                | Knut Nyblom             | Vasateatern    |
| 1921 | Richard Dunn             | Niobe Harry Paulton och Edward Paulton                             |                         | Vasateatern    |
| 1922 |                          | Skilsmässans villervalla Eugen Burg och Otto Härtling              | Knut Nyblom             | Vasateatern    |
| 1922 |                          | Tredje skottet Channing Pollock                                    | Nils Johannisson        | Vasateatern    |
| 1922 | Don Eliphas Leona        | Varulven Angelo Cana                                               | Knut Nyblom             | Vasateatern    |
| 1925 |                          | Lady Fanny Jerome K Jerome                                         | Mathias Taube           | Komediteatern  |
| 1927 | Maurice Meister, advokat | Mysteriet Milton Edgar Wallace                                     | Ernst Eklund            | Komediteatern  |
| 1927 | Pireus, skattmas         | Hans majestät får vänta Oscar Rydqvist                             | Einar Fröberg           | Komediteatern  |
| 1928 | Lamberto Laudisi         | Alla ha rätt Luigi Pirandello                                      | Ernst Eklund            | Komediteatern  |
| 1928 | Moncel                   | Den fångna Édouard Bourdet                                         | Ernst Eklund            | Komediteatern  |
| 1929 | Jonathan Jeremia Peachum | Tolvskillingsoperan Bertolt Brecht och Kurt Weill                  | Ernst Eklund            | Komediteatern  |
| 1930 | George                   | En man till påseende Frederick Lonsdale                            | Per-Axel Branner        | Blancheteatern |
| 1930 | Oscar Dallibor           | Pengar på gatan Rudolf Bernauer och Rudolf Oesterreicher           | Harry Roeck-Hansen      | Blancheteatern |
| 1930 | Eigil Thomsen            | Storken Thit Jensen                                                | Harry Roeck Hansen      | Blancheteatern |
| 1931 | Pastorn                  | Bandet August Strindberg                                           | Harry Roeck-Hansen      | Blancheteatern |
| 1931 | Vasja                    | Trångt om saligheten Valentin Katajev                              | Harry Roeck-Hansen      | Blancheteatern |
| 1931 | Gaston de Flambon        | Madame ordnar allt M. Aubergson                                    | Harry Roeck-Hansen      | Blancheteatern |
| 1931 | Lord Grenham             | Sex appeal Frederick Lonsdale                                      | Harry Roeck-Hansen      | Blancheteatern |
| 1931 | Kristian Darre           | Vägen framåt Helge Krog                                            | Harry Roeck-Hansen      | Blancheteatern |
| 1931 | Eigil Thomsen            | Storken Thit Jensen                                                | Harry Roeck Hansen      | Blancheteatern |
| 1931 | Doktor Konrad Bienert    | Till polisens förfogande Max Alsberg och Otto Ernst Hesse          | Harry Roeck-Hansen      | Blancheteatern |
| 1931 | Salomon Levy             | Tredubbelt gifta Anne Nichols                                      | Semmy Friedmann         | Blancheteatern |
| 1932 | O'Neill                  | Syndafloden Henning Berger                                         | Harry Roeck-Hansen      | Blancheteatern |
| 1932 | Organisten               | Urspårad Karl Schlüter                                             | Svend Gade              | Blancheteatern |
| 1932 | Odilon Gadarin           | Obs, nymålat René Fauchois                                         | Harry Roeck-Hansen      | Blancheteatern |
| 1932 | Salomon Levy             | Tredubbelt gifta Anne Nichols                                      | Semmy Friedmann         | Blancheteatern |
| 1933 | Stephan Kadar            | Livet har rätt Dicte Sjögren                                       | Harry Roeck-Hansen      | Blancheteatern |
| 1933 | Vilhelm Schindler        | Hela havet stormar Ronald Mackenzie                                | Per Lindberg            | Blancheteatern |
| 1933 | Malvolio                 | April, april eller Vad ni vill William Shakespeare                 | Per Lindberg            | Blancheteatern |
| 1933 | Hans Brask               | Mäster Olof August Strindberg                                      | Olof Molander           | Dramaten       |
| 1933 | Cyrus Blottom            | Pickwick-klubben František Langer efter Charles Dickens            | Olof Molander           | Dramaten       |
| 1934 | Tidningsutgivaren        | De hundra dagarna Benito Mussolini och Giovacchino Forzano         | Rune Carlsten           | Dramaten       |
| 1934 | Den gamle                | För sant att vara bra George Bernard Shaw                          | Rune Carlsten           | Dramaten       |
| 1935 | Sir Mark Bennet          | Processen Bennet Edward Wooll                                      | Harry Roeck-Hansen      | Blancheteatern |
| 1935 | John Cantrell            | Familjen Cantrell Louis de Geer                                    | Ester Roeck-Hansen      | Blancheteatern |
| 1935 | George Walker            | Bizarr musik Rodney Ackland                                        | Harry Roeck-Hansen      | Blancheteatern |
| 1935 | Ernst Friedmann          | Han, hon och han Noël Coward                                       | Ragnar Arvedson         | Blancheteatern |
| 1935 | Karl Axel Kock           | Flickan i frack Hjalmar Bergman                                    | Per Lindberg Karl Kinch | Vasateatern    |
| 1935 | Jerome                   | Sådana tider Édouard Bourdet                                       | Per Lindberg            | Vasateatern    |
| 1935 | Joe Clayton              | Kamratäktenskap Michael Egan                                       | Per Lindberg            | Vasateatern    |
| 1935 | Biskopen                 | Innanför grindarna Sean O'Casey                                    | Per Lindberg            | Vasateatern    |
| 1936 | Thierry                  | Därom tiger munnen Roger Martin du Gard                            | Per Lindberg            | Blancheteatern |
| 1936 | William Browns fader     | Den store guden Brown Eugene O'Neill                               | Per Lindberg            | Vasateatern    |
| 1936 | Greven                   | Han som ville bli bedragen Fernand Crommelynck                     | Per Lindberg            | Vasateatern    |

### Regi
| År   | Produktion                  | Upphovsmän                                     | Teater         |
| ---- | --------------------------- | ---------------------------------------------- | -------------- |
| 1931 | Lidelser La double passion  | August Villeroy Översättning Carlo Keil-Möller | Blancheteatern |
| 1932 | Fallna änglar Fallen angels | Noël Coward Översättning Einar Fröberg         | Blancheteatern |

### Fotnoter
1. ↑  ”Sture Baude”. Svensk Filmdatabas. http://www.sfi.se/sv/svensk-filmdatabas/Item/?type=PERSON&itemid=57846&ref=%2ftemplates%2fSwedishFilmSearchResult.aspx%3fid%3d1225%26epslanguage%3dsv%26searchword%3dSture+Baude%26type%3dPerson%26match%3dBegin%26page%3d1%26prom%3dFalse. Läst 27 september 2012.
2. 1 2  Svensk uppslagsbok, 2:a upplagan, 1947
3. ↑  ”Anna-Lisa Baude”. Svensk Filmdatabas. Arkiverad från originalet den 26 juni 2015. https://web.archive.org/web/20150626154543/http://sfi.se/sv/svensk-filmdatabas/Item/?type=PERSON&itemid=58206&iv=OVERVIEW. Läst 28 september 2012.
4. ↑  Vigda 15 juni 1920, annons i Svenska Dagbladet 1 juli 1920 sid.2
5. ↑  SvenskaGravar
6. ↑  ”Teater Musik”. Dagens Nyheter:  s. 6. 5 november 1919. http://arkivet.dn.se/arkivet/tidning/1919-11-05/291/6. Läst 21 juli 2015.
7. ↑  ”Hertiginnans halsband”. Musikverket. http://calmview.musikverk.se/CalmView/Record.aspx?src=CalmView.Performance&id=PERF14382&pos=264. Läst 11 juli 2015.
8. ↑  ”'Rena rama sanningen' på Vasan”. Dagens Nyheter:  s. 7. 4 januari 1920. http://arkivet.dn.se/arkivet/tidning/1920-01-04/3/7. Läst 21 juli 2015.
9. ↑  ”Namn och Nytt”. Dagens Nyheter:  s. 8. 25 maj 1920. http://arkivet.dn.se/arkivet/tidning/1920-05-25/137/8. Läst 21 juli 2015.
10. ↑  ”Teater Musik”. Dagens Nyheter:  s. 6. 28 maj 1920. http://arkivet.dn.se/arkivet/tidning/1920-05-28/140/6. Läst 21 juli 2015.
11. 1 2 3  Tygård, Britt-Marie (2012). Tollie Zellman: "Damen i rosa". Stockholm: [s.n.]. Libris 13619752. ISBN 978-91-637-1333-0
12. ↑  ”Vasateaterns nya pjäs en fransk tjuvfars”. Dagens Nyheter:  s. 1. 5 september 1920. http://arkivet.dn.se/arkivet/tidning/1920-09-05/239/1. Läst 21 juli 2015.
13. ↑  ”Teater Musik”. Dagens Nyheter:  s. 9. 1 december 1920. http://arkivet.dn.se/arkivet/tidning/1920-12-01/326/9. Läst 21 juli 2015.
14. ↑  ”Borgmästarinnan”. Musikverket. https://calmview.musikverk.se/CalmView/Record.aspx?src=CalmView.Performance&id=P15450&pos=59. Läst 12 maj 2024.
15. ↑  ”Hon gav dig ögon”. Musikverket. http://calmview.musikverk.se/CalmView/Record.aspx?src=CalmView.Performance&id=PERF14384&pos=279. Läst 11 juli 2015.
16. ↑  ”Niobe”. Musikverket. http://calmview.musikverk.se/CalmView/Record.aspx?src=CalmView.Performance&id=PERF26500&pos=276. Läst 11 juli 2015.
17. ↑  ”'Skilsmässans villervalla' på Vasateatern”. Dagens Nyheter:  s. 1. 12 februari 1922. http://arkivet.dn.se/arkivet/tidning/1922-02-12/41/1. Läst 24 juli 2015.
18. ↑  ”Teater och Musik”. Dagens Nyheter:  s. 9. 29 mars 1922. http://arkivet.dn.se/arkivet/tidning/1922-03-29/85/9. Läst 24 juli 2015.
19. ↑  ”Varulven”. Musikverket. http://calmview.musikverk.se/CalmView/Record.aspx?src=CalmView.Performance&id=PERF14519&pos=286. Läst 11 juli 2015.
20. ↑  ”En engelsk fars på Komediteatern”. Svenska Dagbladet:  s. 9. 14 oktober 1925. https://www.svd.se/arkiv/1925-10-14/9. Läst 27 februari 2017.
21. ↑  ”Teater och Musik”. Dagens Nyheter:  s. 9. 12 oktober 1927. http://arkivet.dn.se/arkivet/tidning/1927-10-12/277/9. Läst 12 juni 2016.
22. ↑  ”Teater och Musik”. Dagens Nyheter:  s. 11. 2 januari 1928. https://arkivet.dn.se/tidning/1928-01-02/s/11. Läst 22 juli 2019.
23. ↑  ”Teater och Musik”. Dagens Nyheter:  s. 12. 16 mars 1928. http://arkivet.dn.se/tidning/1928-03-16/74/12. Läst 19 februari 2017.
24. ↑  ”Scen och film”. Dagens Nyheter:  s. 11. 4 april 1928. https://arkivet.dn.se/tidning/1928-04-04/93/11. Läst 22 juli 2019.
25. ↑  ”Tolvskillingsoperan”. Musikverket. http://calmview.musikverk.se/CalmView/Record.aspx?src=CalmView.Performance&id=PERF24157&pos=12. Läst 13 maj 2016.
26. ↑  ”En man till påseende”. Musikverket. http://calmview.musikverk.se/CalmView/Record.aspx?src=CalmView.Performance&id=PERF22111&pos=52. Läst 8 april 2016.
27. ↑  ”Pengar på gatan”. Musikverket. http://calmview.musikverk.se/CalmView/Record.aspx?src=CalmView.Performance&id=PERF22099&pos=53. Läst 8 april 2016.
28. ↑  ”Bandet”. Musikverket. http://calmview.musikverk.se/CalmView/Record.aspx?src=CalmView.Performance&id=PERF22102&pos=55. Läst 8 april 2016.
29. ↑  ”Trångt om saligheten”. Musikverket. http://calmview.musikverk.se/CalmView/Record.aspx?src=CalmView.Performance&id=PERF22103&pos=57. Läst 8 april 2016.
30. ↑  ”Madame ordnar allt”. Musikverket. http://calmview.musikverk.se/CalmView/Record.aspx?src=CalmView.Performance&id=PERF22105&pos=59. Läst 8 april 2016.
31. ↑  ”Sex Appeal”. Musikverket. http://calmview.musikverk.se/CalmView/Record.aspx?src=CalmView.Performance&id=PERF22091&pos=60. Läst 9 april 2016.
32. ↑  ”Vägen framåt”. Musikverket. http://calmview.musikverk.se/CalmView/Record.aspx?src=CalmView.Performance&id=PERF22092&pos=61. Läst 9 april 2016.
33. ↑  ”Till polisens förfogande”. Musikverket. http://calmview.musikverk.se/CalmView/Record.aspx?src=CalmView.Performance&id=PERF22093&pos=62. Läst 9 april 2016.
34. ↑  ”Tredubbelt gifta”. Musikverket. http://calmview.musikverk.se/CalmView/Record.aspx?src=CalmView.Performance&id=PERF22094&pos=63. Läst 9 april 2016.
35. ↑  ”Syndafloden”. Musikverket. http://calmview.musikverk.se/CalmView/Record.aspx?src=CalmView.Performance&id=PERF22097&pos=66. Läst 10 april 2016.
36. ↑  ”Urspårad”. Musikverket. http://calmview.musikverk.se/CalmView/Record.aspx?src=CalmView.Performance&id=PERF22060&pos=69. Läst 10 april 2016.
37. ↑  ”OBS! Nymålat”. Musikverket. http://calmview.musikverk.se/CalmView/Record.aspx?src=CalmView.Performance&id=PERF22061&pos=70. Läst 10 april 2016.
38. ↑  ”Teater Musik Film: 'Reprispremiär' på Blanche”. Dagens Nyheter:  s. 14. 15 december 1932. http://arkivet.dn.se/arkivet/tidning/1932-12-15/342/14. Läst 10 april 2016.
39. ↑  ”Livet har rätt”. Musikverket. http://calmview.musikverk.se/CalmView/Record.aspx?src=CalmView.Performance&id=PERF22062&pos=71. Läst 10 april 2016.
40. ↑   Programblad, Hela havet stormar 1932, Blancheteatern
41. ↑  Bo Bergman (26 januari 1933). ”'Hela havet stormar' på Blancheteatern”. Dagens Nyheter:  s. 8. http://arkivet.dn.se/arkivet/tidning/1933-01-26/24/8. Läst 27 augusti 2015.
42. ↑  ”April! April! eller Vad ni vill”. Musikverket. http://calmview.musikverk.se/CalmView/Record.aspx?src=CalmView.Performance&id=PERF22064&pos=73. Läst 11 april 2016.
43. ↑  Bo Bergman (16 januari 1935). ”'Processen Bennet' på Blancheteatern”. Dagens Nyheter:  s. 10. http://arkivet.dn.se/arkivet/tidning/1935-01-16/15/10. Läst 8 januari 2016.
44. ↑  ”Familjen Cantrell”. Musikverket. http://calmview.musikverk.se/CalmView/Record.aspx?src=CalmView.Performance&id=PERF22088&pos=84. Läst 11 april 2016.
45. ↑  ”Bizarr musik”. Musikverket. http://calmview.musikverk.se/CalmView/Record.aspx?src=CalmView.Performance&id=PERF22089&pos=85. Läst 11 april 2016.
46. ↑  ”Han, Hon och Han”. Musikverket. http://calmview.musikverk.se/CalmView/Record.aspx?src=CalmView.Performance&id=PERF22090&pos=86. Läst 11 april 2016.
47. ↑  Bo Bergman (7 september 1935). ”Svensk urpremiär på Vasan”. Dagens Nyheter:  s. 11. http://arkivet.dn.se/arkivet/tidning/1935-09-07/243/11. Läst 27 augusti 2015.
48. ↑  ”Sådana tider”. Musikverket. http://calmview.musikverk.se/CalmView/Record.aspx?src=CalmView.Performance&id=PERF14208&pos=385. Läst 28 april 2016.
49. ↑  ”Kamratäktenskap”. Musikverket. http://calmview.musikverk.se/CalmView/Record.aspx?src=CalmView.Performance&id=PERF14201&pos=387. Läst 28 april 2016.
50. ↑  Bo Bergman (13 december 1935). ”Två teaterpremiärer”. Dagens Nyheter:  s. 20. http://arkivet.dn.se/arkivet/tidning/1935-12-13/340/20. Läst 27 december 2015.
51. ↑  Svenska Dagbladets årsbok 1935 s. 181
52. ↑  Oscar Rydqvist (26 mars 1936). ”Blanche-teaterns premiär”. Dagens Nyheter:  s. 9. http://arkivet.dn.se/arkivet/tidning/1936-03-26/83/9. Läst 19 april 2016.
53. ↑  ”Den store guden Brown”. Musikverket. http://calmview.musikverk.se/CalmView/Record.aspx?src=CalmView.Performance&id=PERF14209&pos=392. Läst 28 april 2016.
54. ↑  ”Han som ville bli bedragen”. Musikverket. http://calmview.musikverk.se/CalmView/Record.aspx?src=CalmView.Performance&id=PERF14199&pos=393. Läst 28 april 2016.